# François Hériau

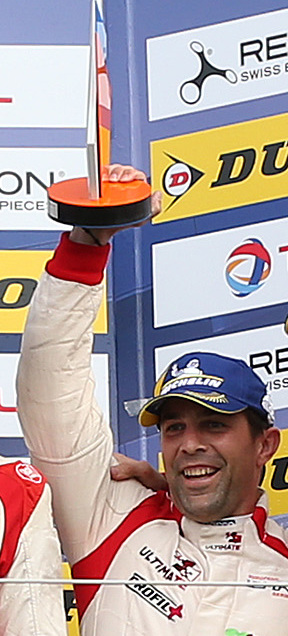
François Hériau 2018

François Hériau (* 25. Oktober 1983 in Rennes) ist ein französischer Autorennfahrer.

## Karriere als Rennfahrer
François Hériau begann seine Fahrerkarriere 2009 in der französischen V de V Funyo Challenge, einer Prototypenserie mit baugleichen Rennfahrzeugen, die er in seiner zweiten Rennsaison gewinnen konnte. Hériau entwickelte sich zum Spezialisten dieser Rennserie, wo er bis zum Ablauf der Saison 2015 drei dritte Ränge in der Endwertung erreichte.
2016 wechselte er in die European Le Mans Series, in der er 2019 die LMP3-Klasse als Dritter beendete. 2022 gab er sein Debüt in der FIA-Langstrecken-Weltmeisterschaft und beim 24-Stunden-Rennen von Le Mans, wo er den 48. Gesamtrang erreichte.

## Statistik

### Le-Mans-Ergebnisse
| Jahr | Team           | Fahrzeug        | Teamkollege          | Teamkollege     | Platzierung | Ausfallgrund |
| ---- | -------------- | --------------- | -------------------- | --------------- | ----------- | ------------ |
| 2022 | Ultimate       | Oreca 07        | Jean-Baptiste Lahaye | Matthieu Lahaye | Rang 48     |              |
| 2024 | Vista AF Corse | Ferrari 296 GT3 | Simon Mann           | Alessio Rovera  | Rang 33     |              |
| 2025 | Vista AF Corse | Ferrari 296 GT3 | Simon Mann           | Alessio Rovera  | Rang 34     |              |

### Sebring-Ergebnisse
| Jahr | Team       | Fahrzeug        | Teamkollege  | Teamkollege         | Platzierung | Ausfallgrund |
| ---- | ---------- | --------------- | ------------ | ------------------- | ----------- | ------------ |
| 2023 | TDS Racing | Oreca 07        | Josh Pierson | Giedo van der Garde | Ausfall     | Unfall       |
| 2024 | AF Corse   | Ferrari 296 GT3 | Simon Mann   | Miguel Molina       | Ausfall     | Unfall       |

### Einzelergebnisse in der FIA-Langstrecken-Weltmeisterschaft
| Saison | Team     | Rennwagen       | 1   | 2   | 3   | 4   | 5   | 6   | 7   | 8   |
| ------ | -------- | --------------- | --- | --- | --- | --- | --- | --- | --- | --- |
| 2022   | Ultimate | Oreca 07        | SEB | SPA | LEM | MON | FUJ | BAH |     |     |
| 2022   | Ultimate | Oreca 07        | 13  | 19  | 48  | 11  | 16  | 15  |     |     |
| 2024   | AF Corse | Ferrari 296 GT3 | KAT | IMO | SPA | LEM | SAO | AUS | FUJ | BAH |
| 2024   | AF Corse | Ferrari 296 GT3 | 22  | 21  | 28  | 33  | 24  | 25  | 18  | 15  |
| 2025   | AF Corse | Ferrari 296 GT3 | KAT | IMO | SPA | LEM | SAO | AUS | FUJ | BAH |
| 2025   | AF Corse | Ferrari 296 GT3 | 22  | DNF | 15  | 34  | 30  |     |     |     |